# Obliczeniowa teoria umysłu
Obliczeniowa teoria umysłu (ang. computational theory of mind, CTM), komputacjonizm – grupa poglądów w filozofii umysłu zakładających, że umysł ludzki jest systemem przetwarzania informacji, a poznanie i świadomość razem stanowią formę obliczeń. Jest ona ściśle związana z funkcjonalizmem, szerszą teorią, która definiuje stany psychiczne na podstawie tego, co robią, a nie tego, z czego są zbudowane.

## Rozwój teorii
Warren McCulloch i Walter Pitts (1943) jako pierwsi zasugerowali, że aktywność neuronów ma charakter obliczeniowy. Twierdzili, że obliczenia neuronowe wyjaśniają procesy poznawcze. Teorię w jej współczesnej formie zaproponował Hilary Putnam w latach 1960–1961, a następnie rozwinął ją jego doktorant, filozof i kognitywista Jerry Fodor w latach 60., 70. i 80. XX wieku. W latach 90. XX wieku teoria była krytykowana przez samego Putnama, Johna Searle i innych.
Obliczeniowa teoria umysłu zakłada, że umysł jest systemem obliczeniowym, który jest realizowany (czyli fizycznie implementowany) poprzez aktywność neuronową w mózgu. Teorię tę można rozwinąć na wiele sposobów, a jej istota zależy głównie od sposobu rozumienia pojęcia obliczeniowości. Obliczenia są powszechnie rozumiane w kontekście maszyn Turinga, które manipulują symbolami zgodnie z pewną regułą w połączeniu ze stanem wewnętrznym maszyny. Kluczowym aspektem takiego modelu obliczeniowego jest to, że możemy abstrahować od konkretnych szczegółów fizycznych maszyny realizującej obliczenia. Na przykład odpowiednie obliczenia można zrealizować albo za pomocą układów scalonych na krzemie, albo biologicznych sieci neuronowych, pod warunkiem, że istnieje szereg wyników opartych na manipulacjach danymi wejściowymi i stanami wewnętrznymi, wykonywanych zgodnie z pewną regułą. CTM utrzymuje zatem, że umysł nie jest po prostu analogiczny do programu komputerowego, lecz że jest dosłownie systemem obliczeniowym.
Często mówi się, że obliczeniowe teorie umysłu wymagają reprezentacji umysłowej, ponieważ „dane wejściowe” do obliczeń przyjmują formę symboli lub reprezentacji innych obiektów. Komputer nie potrafi obliczyć rzeczywistego obiektu, lecz musi zinterpretować i przedstawić obiekt w pewnej formie, a następnie obliczyć reprezentację. Obliczeniowa teoria umysłu jest powiązana z reprezentacyjną teorią umysłu, ponieważ obie zakładają, że stany umysłu są reprezentacjami. Jednakże reprezentacyjna teoria umysłu skupia się bardziej na symbolach, którymi są manipulowane. Takie podejście lepiej uwzględnia systematyczność i produktywność. W początkowych poglądach Fodora obliczeniowa teoria umysłu wiąże się także z językiem myśleńskim. Język myśleński pozwala umysłowi przetwarzać bardziej złożone reprezentacje za pomocą semantyki.
Najnowsze badania sugerują, że należy rozróżnić umysł od poznania. Bazując na tradycji McCullocha i Pittsa, obliczeniowa teoria poznania (CTC) zakłada, że obliczenia neuronowe wyjaśniają poznanie. Obliczeniowa teoria umysłu zakłada, że nie tylko poznanie, ale także fenomen świadomości, czyli qualia, są obliczeniowe. Oznacza to, że CTM pociąga za sobą CTC. Podczas gdy świadomość może pełnić także inne funkcjonalne role, obliczeniowa teoria poznania pozostawia otwartą możliwość, że pewne aspekty umysłu mogą mieć charakter nieobliczeniowy. CTC definiuje zatem ramy wyjaśniające dla zrozumienia sieci neuronowych, unikając jednocześnie kontrargumentów skupionych wokół fenomenu świadomości.

## Krytyka
Wczesną, choć pośrednią, krytykę obliczeniowej teorii umysłu przedstawił filozof John Searle w swoim eksperymencie myślowym znanym jako chiński pokój. Searle próbuje obalić stwierdzenia, że inteligentni agenci posiadają intencjonalność i rozumienie.
Roger Penrose i inni wysuwali argument, że ludzki umysł nie posługuje się znaną i poprawną procedurą obliczeniową, która umożliwiałaby zrozumienie i odkrycie zawiłości matematycznych. Oznaczałoby to, że normalna maszyna Turinga nie byłby w stanie ustalić pewnych prawd matematycznych, do których zdolny jest umysł ludzki. Jednakże zastosowanie przez Penrose’a twierdzenia Gödla w celu jego udowodnienia spotkały się z powszechną krytyką i są uważane za błędne.

## Koneksjonizm
W latach 1980. zostało popularyzowane podejście konekcjonizmu, które zakłada tworzenie modeli zrozumienia procesów poznania, które nie opierają się na zwykłych regułach. Główną różnicą pomiędzy obliczeniową teorią umysłu, a koneksjonizmem jest fakt, że teoria obliczeniowa zakłada sekwencyjne obliczenia, a konekcjonizm operuje na równoległym rozproszonym przetwarzaniu informacji.